# Chórezmská socialistická sovětská republika
Chórezmská socialistická sovětská republika (rusky Хорезмская Социалистическая Советская Республика vznikla 20. října 1923 přeměněním z Chórezmské lidové sovětské republiky. 17. února 1925 Chórezmská socialistická sovětská republika zanikla rozdělením mezi Uzbeckou sovětskou socialistickou republiku a Turkmenskou sovětskou socialistickou republiku.